# Parastasia kolakana
Parastasia kolakana är en skalbaggsart som beskrevs av Yuiti Wada 1996. Parastasia kolakana ingår i släktet Parastasia och familjen Rutelidae. Inga underarter finns listade i Catalogue of Life.